# آنژیک هاکوبیان
آنژیک موشغی هاکوبیان (ارمنی: Անժիկ Մուշեղի Հակոբյան؛ انگلیسی: Anzhik Hakobyan زادهٔ ۳۱ ژانویهٔ ۱۹۲۹ - درگذشته ۱۹ فوریهٔ ۲۰۰۹)، مترجم، نثرنویس، روزنامه‌نگار اهل ارمنستان بود.

## زندگی‌نامه
وی در ۳۱ ژانویهٔ ۱۹۲۹ در لنیناکان به دنیا آمد و از دانشکده فلسفه دانشگاه دولتی ایروان فارغ‌التحصیل گشت. وی عضو اتحادیه نویسندگان ارمنستان و اتحادیه روزنامه‌نگاران ارمنستان بود. وی برنده جوایزی همچون روزنامه‌نگار شایسته ارمنستان شوروی شد. وی در ۱۹ فوریهٔ ۲۰۰۹ در سن ۸۰ سالگی در ایروان درگذشت.

## یادداشت
1. ↑  ԵՊՀ հայ բանասիրության ֆակուլտետ